# TT259
La tombe thébaine TT 259 est située à Cheikh Abd el-Gournah, dans la nécropole thébaine, sur la rive ouest du Nil, face à Louxor en Égypte.
C'est la tombe d'un dénommé Hori, scribe dans tous les monuments du domaine d'Amon, chef des dessinateurs de contours dans la Maison d'or du domaine d'Amon.
La tombe date de la période ramesside.